# 埃彭罗德
埃彭罗德是德国莱茵兰-普法尔茨州的一个市镇。总面积6.98平方公里，总人口726人，其中男性367人，女性359人（2011年12月31日），人口密度104人/平方公里。